# St. Aegidius (Aschbuch)

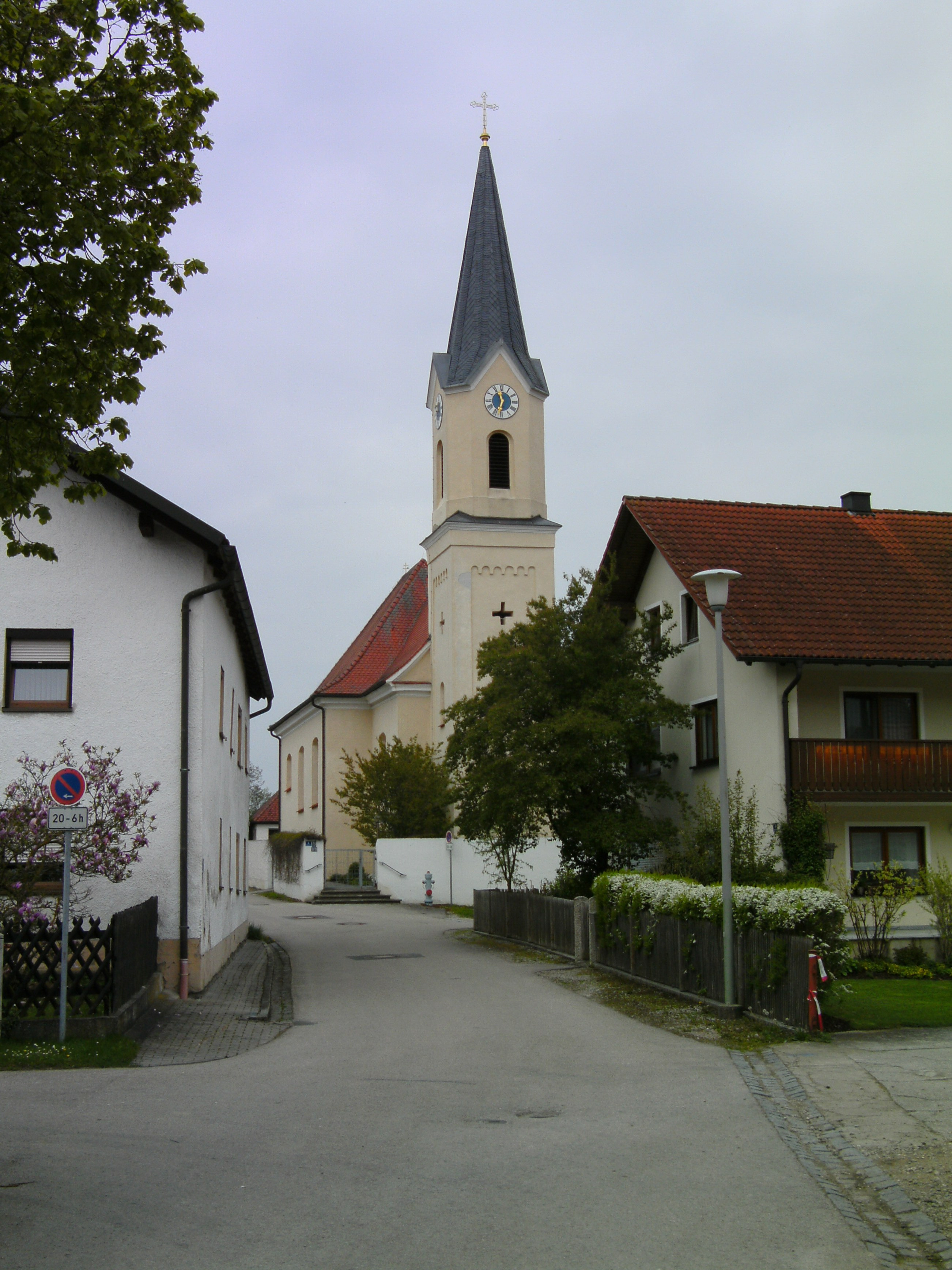
Kirche St. Aegidius in Aschbuch

Die Filialkirche St. Aegidius ist die katholische Dorfkirche von Aschbuch, einem Ortsteil der Stadt Beilngries im oberbayerischen Landkreis Eichstätt. Kirchenpatron ist der Nothelfer Ägidius.

## Beschreibung
Der mittelalterliche Vorgängerbau brannte im Dreißigjährigen Krieg ab. Danach errichtete man im 17. Jahrhundert wieder eine Ortskirche. Die heutige Kirche wurde 1717 erbaut. Der Turm im Osten (Achteck über Viereck mit kleinen Giebeln und achtseitiger Turmspitze) stammt von 1886 und ist an den Chor angesetzt. Das Langhaus hat eine Flachdecke,  der Chor  ein Kreuzgratgewölbe. 
Die barocke Ausstattung besteht aus drei zweisäuligen Altären mit Nazarener-Altarbildern, einer Kanzel, mehreren Statuen und einem Kreuzweg. Das Hochaltargemälde zeigt den Kirchenpatron und ist eine Kopie des Hochaltarblattes der Dietfurter Pfarrkirche. Die Seitenfiguren des Hochaltars stehen unter Volutenbaldachinen und stellen die Heiligen Jakobus den Älteren und Jakobus den Jüngeren dar (Mitte 17. Jahrhundert). Die 1800 von A. Holzinger erbaute Orgel wurde 1987 vom Orgelbauer Andreas Ott, Bensheim, renoviert. – Aschbuch wird seelsorgerlich von Paulushofen aus betreut.